# Storbritannien i olympiska vinterspelen 1928
Storbritannien deltog med 32 deltagare vid de olympiska vinterspelen 1928 i Sankt Moritz. Totalt vann de en bronsmedalj.

## Medaljer

### Brons
- David Carnegie - Skeleton.